# 吳玉榮 (弘治進士)
吳玉榮（1474年—？），字貴卿，山西太原左衛軍籍，直隸潛山縣人，明朝政治人物。

## 生平
山西鄉試第六十四名舉人。弘治十五年（1502年）中式壬戌科會試第二百二十八名，三甲第一百九十四名進士。

## 家族
曾祖吳永旭；祖父吳希禐；父吳子儐，母趙氏。具庆下，弟玉显。